# Garhi Pukhta
Garhi Pūkhta är en ort i Indien.   Den ligger i distriktet Muzaffarnagar och delstaten Uttar Pradesh, i den norra delen av landet, 100 km norr om huvudstaden New Delhi. Garhi Pūkhta ligger 252 meter över havet och antalet invånare är 13 381.
Terrängen runt Garhi Pūkhta är mycket platt. Runt Garhi Pūkhta är det mycket tätbefolkat, med 1 095 invånare per kvadratkilometer. Närmaste större samhälle är Shamli, 11,1 km söder om Garhi Pūkhta. Trakten runt Garhi Pūkhta består till största delen av jordbruksmark.